# 十二英里 (密蘇里州)
十二英里（英語：Twelvemile）是位於美國密蘇里州麥迪遜縣的非建制地區。

## 歷史
十二英里的郵局於1876年設立，其後於1910年停運。

## 地理
十二英里所處的海拔為高於海平面183米（即600英呎），而該地所採用的時區為UTC-6，即北美中部時區（CST）。同時該地設有夏令時間，為UTC-6調快一小時，即UTC-5（CDT）。